# 22º Gruppo autonomo caccia terrestre
Il 22º Gruppo autonomo caccia terrestre, o semplicemente 22º Gruppo caccia, fu un gruppo della Regia Aeronautica che combatté sul fronte russo durante la seconda guerra mondiale. Il 22º Gruppo venne inviato al fronte nell'estate del 1941 con quattro squadriglie formate da piloti veterani, la 359ª, 362ª, 369ª e la 371ª. Il Gruppo restò al fronte sino al maggio 1942, quando venne sostituito dal 21º Gruppo Autonomo Caccia Terrestre. A partire dal 1953 il 22º Gruppo venne annesso al 51º Stormo della rifondata Aeronautica Militare della Repubblica italiana.

## La prima guerra mondiale
Il XXII Gruppo nasce il 5 luglio 1918 con la 181ª Squadriglia e 182ª Squadriglia di Caproni Ca.40 triplani all'aeroporto di Brescia-Ghedi al comando del maggiore Costantino Quaglia alle dipendenze dal 31 di luglio del Comando d'Aeronautica a Disposizione del Comando supremo militare italiano.
Il 9 settembre le squadriglie passano alla Regia Marina ed il 20 settembre il gruppo si scioglie.
Il 20 ottobre rinasce con la 89ª Squadriglia e 90ª Squadriglia Ansaldo S.V.A. al campo di aviazione di Busiago di Campo San Martino al comando del capitano Francesco Fourquet entrando nella Massa da Bombardamento.
Nel gennaio 1919 diventa Gruppo da bombardamento leggero ed agli inizi dell'anno la 89ª e 90ª vanno in Africa per la Campagna di Libia (1913-1921) determinando il probabile scioglimento del gruppo.
Rinasce il 1º luglio 1936 nel 52º Stormo della Regia Aeronautica formato dalla 357ª, 358ª e 359ª Squadriglia sui Fiat C.R.32 a Ghedi.
Il 16 agosto 1938 si sposta all'aeroporto di Ciampino Sud.
Il XXII Gruppo autonomo osservazione aerea nasce in Spagna nel giugno 1937 dalla trasformazione dei Reparti dotati di IMAM Ro.37 e nel settembre 1938 si trasforma in "Reparto autonomo da o.a.".

## La seconda guerra mondiale
Al 10 giugno 1940 era all'aeroporto di Pontedera con la 357ª, 358ª e la 359ª Squadriglia rispettivamente con 9 ed 8 Fiat G.50 e 6 Fiat C.R.32 al comando del capitano Giovanni Borzoni nel 52º Stormo Caccia Terrestre del colonnello Angelo Tessore di Pontedera nella 3ª Squadra aerea. Nel marzo 1941, nell'ambito della Campagna italiana di Grecia, si sposta in Albania con i Macchi M.C.200: la 371ª squadriglia a Valona e 36 MC 200 con il gruppo all'Aeroporto di Tirana. Dalla metà di marzo si verificano le prime battaglie tra formazioni miste di Gloster Gladiator e Hawker Hurricane contro Fiat C.R.42 e MC 200.
Sul fronte orientale
Il Comando Aviazione del Corpo di spedizione italiano in Russia venne ufficialmente costituito il 29 luglio 1941 sull'aeroporto di Tudora (Botoșani). Il Gruppo del maggiore Giovanni Borzoni atterrò in questo aeroporto il 12 agosto con la 359ª del capitano Vittorio Minguzzi che dispone di altri 11 piloti tra cui il capitano Carlo Miani ed il tenente Giovanni Bonet, 362ª del capitano Germano La Ferla che dispone di altri 11 piloti tra cui il tenente Giulio Torresi, 369ª del capitano Giorgio Jannicelli che dispone di altri 13 piloti tra cui il sottotenente Giuseppe Biron e la 371ª Squadriglia del capitano Enrico Meille che dispone di altri 11 piloti.

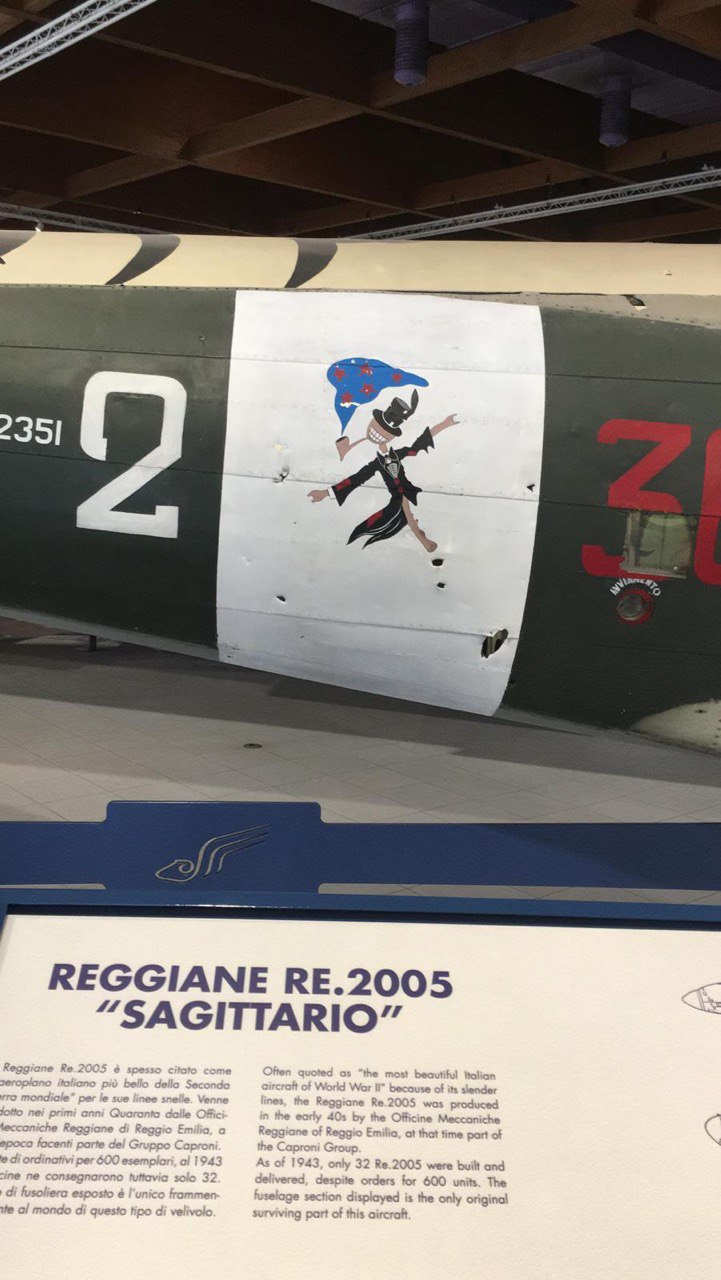
Parte della fusoliera dell’aereo “sagittario“ delle officine Caproni con lo Spauracchio, stemma del 22º Gruppo autonomo caccia terrestre

Gli apparecchi erano 51 Macchi M.C.200 che adottavano una mimetizzazione mediterranea: fondo ocra chiaro, con fitto reticolo di macchie irregolari verde opaco, mentre la cappottatura del motore, la fascia sulla fusoliera appena dietro l'abitacolo e il bordo inferiore all'estremità alare erano gialle. Sul bordo d'attacco delle ali apparivano due grossi triangoli bianchi, con la punta rivolta verso l'interno dell'ala. I numeri identificativi e della squadriglia erano dipinti di nero. I Macchi erano accompagnati da due Savoia-Marchetti S.M.81 e tre Caproni Ca.133 per il supporto logistico. Il 16 agosto arriva anche il 61º Gruppo da Osservazione Aerea con 32 Caproni Ca.311 (34ª Squadriglia, 119ª, e 128ª Squadriglia) ed un Savoia-Marchetti S.M.82 per il supporto.
Lo stemma del Gruppo era uno spauracchio su triangolo bianco. Il 27 agosto il Gruppo effettua il battesimo del fuoco abbattendo otto aerei sovietici, due Polikarpov I-16 e sei Tupolev SB-2, senza riportare perdite. Nei giorni successivi i sovietici non portarono più in volo i loro apparecchi, troppo vecchi al confronto coi Macchi. Gli italiani pensarono quindi di aver spaventato il nemico, da qui l'adozione dello spaventapasseri che fuma gli aerei nemici, rappresentati da otto stelle rosse, disegnato dal sottotenente Biron. Alla fine di agosto si sposta a Krivoj Rog ed a fine settembre a Zaporož'e.
Il 9 novembre la 371ª Squadriglia va a Stalino.
Alla vigilia di Natale si verificò un'offensiva sovietica che obbligò le divisioni tedesche del Gruppo d'armate Sud (in cui era inserito il C.S.I.R.) a ritirarsi. La forte manovra sovietica, sostenuta da molte divisioni con centinaia di carri, fra cui i potenti T-34, costrinse anche gli italiani a retrocedere su posizioni protette con il difficile appoggio aereo degli MC 200 che attaccavano con le loro mitragliatrici Breda Safat da 12,7 e con bombe da 50 kg le grandi colonne di fanteria sovietiche, sostenendo anche numerosi combattimenti con caccia e bombardieri medi sovietici. Alla fine di dicembre la caccia italiana aveva abbattuto 12 aerei sovietici contro la perdita di un Macchi. Il 5 febbraio, decine di MC 200 del Gruppo attaccarono l'aeroporto sovietico di Kranyi Liman mitragliando e mettendo fuori uso 10 caccia e bombardieri medi russi a terra e 5 in volo senza avere perdite. Dopo questa azione, gli MC 200 effettuarono, tra marzo ed aprile, molti mitragliamenti e bombardamenti di installazioni dell'aviazione attaccando gli aeroporti di Luskotova e Leninsklij Bomdardir.
Ulteriori 4 aerei russi vengono abbattuti il 24 e 28 febbraio e 14 nel mese di marzo.
Il 22º Gruppo rientrò in Italia il 4 maggio 1942 lasciando i velivoli al subentrante 21º Gruppo.
Guerra aeronavale nel Mediterraneo
Alla fine di giugno il gruppo viene rischierato in Sardegna con i nuovi Reggiane Re.2001 in versione caccia-bombardiere per la 359ª, 362ª e 369ª Squadriglia, al comando del maggiore Vittorio Minguzzi.
Nell'ambito della Battaglia di mezzo agosto, ventisei Re.2001, insieme a quelli del 2º Gruppo autonomo provenienti dalla Sicilia, scortano bombardieri e cacciabombardieri italiani contro il convoglio Pedestal presso La Galite, abbattendo tre velivoli britannici contro la perdita di un caccia. Sempre il 12 agosto, durante la battaglia aeronavale di mezzo agosto due Re.2001GV (tenenti Riccardo Vaccari e Guido Robone) provenienti da Furbara e distaccati presso il 22º Gruppo impiegano in azione per la prima e ultima volta con una bomba perforante da 630 o 640 kg di nuovo tipo ottenuta da proiettili navali modificati con una carica esplosiva portata a 120 kg, le navi britanniche del convoglio Pedestal. Grazie anche alla somiglianza dei Reggiane con i Sea Hurricane della Fleet Air Arm, che ingannò gli addetti alla contraerea, la portaerei HMS Victorious poté essere avvicinata senza problemi e venne centrata in pieno da una bomba che però non esplose. Ambedue i Reggiane tornarono indenni ad Elmas (Vaccari abbatté anche un Hurricane appena dopo lo sgancio della bomba).
Difesa aerea
Rischierato sull'aeroporto di Capodichino con compiti di difesa aerea, il gruppo è equipaggiato con diversi modelli di apparecchi. A partire dalla primavera del 1943 una delle squadriglie del gruppo, la 362ª, avrà in carico alcuni nuovissimi Reggiane Re.2005 di pre-serie, che utilizzerà in missioni di intercettazione assieme ai Macchi M.C. 202, ai Reggiane Re. 2001 e ai Dewoitine D.520 già in carico. Il primo pilota a portare in combattimento il nuovo caccia sarà il comandante del gruppo maggiore Minguzzi.
Al 10 luglio 1943, nell'ambito dello Sbarco in Sicilia, disponeva di 10 Re.2001.
All'8 settembre era all'Aeroporto di Capodichino con la 150ª (Aeroporto di Capua, 2 MC 202), 359ª (Capodichino, 3 MC 202), 362ª (Capua, 2 MC 202) e 369ª Squadriglia (Capodichino, 2 MC 202).
Nel 1995 ricevette la medaglia d'argento e di bronzo al valor militare per l'attività svolta durante la seconda guerra mondiale.

## Dopo la guerra
L’immediato dopoguerra vide oltre che la rinascita dell’Aeronautica, anche la rinascita di molti Gruppi di volo tra i quali non poteva sfuggire il 22ºGruppo. Già negli ultimi mesi del 1952 la concretizzazione poteva dirsi attuata nei fatti ma non nella carta; infatti da Treviso S.Angelo partirono alla volta di Grottaglie (TA) sia i velivoli che i tecnici per far rinascere il 22°, purtroppo già il 20 gennaio 1952 la prima vittima con il Republic F-47 Thunderbolt, il Serg, Nazareno Mascetti che in virata per portarsi all’atterraggio precipitò. Ufficialmente il 22º Gruppo fu rifondato il 1º febbraio 1953 con le Squadriglie 352^, 353^, 354^e 355^, esattamente quando il 51º Stormo divenne Aerobrigata. Ma l’attività di volo con il vecchio caccia a pistoni americano fu destinata a finire presto, già nei mesi a cavallo tra marzo e giugno il 22° Gr si vide trasferito da Grottaglie ad Aviano per la transizione sul nuovo Republic F-84G Thunderjet. Nei primi mesi del 1954 il 22° Gr. fu trasferito ad Istrana già dotata di una nuova pista. Nel corso del 1955 il 22°Gr. sotto il comando del Magg. Pil. Mario Frongia fu assegnato insieme al 21°Gr. alla NATO e posto sotto il Comando della V^ ATAF. Nonostante il poco tempo in servizio dell’F-84G presso il 22°Gr. anche qui si dovette registrare la perdita di 7 velivoli e 4 piloti: Zambonati, Minardi, Furlan e Malaspina.  Alla fine del 1956 gli F-84G furono gradualmente sostituiti con i nuovi Republic F-84F Thunderstreak. Purtroppo anche se questo “nuovo” prodotto della Republic stette poco al Gruppo solo nel dicembre del 1958 (giorni 9,15 e 22) si dovette registrare la perdita di tre velivoli con la morte di un pilota, il Ten. Sergio Tarondo. Non passò molto tempo che ci fu una nuova transizione: quella sul North American F-86K Sabre; infatti il 1º maggio 1959 il 22° Gr cedette i suoi F-84F alla 6ª Aerobrigata e ricevette dal 6º Gruppo sia i primi F-86K che il personale e parte della storiografia. Il 1º giugno 1959 la 51^AB si trasformò in 51^AB Caccia Intercettori Ogni Tempo. Nel corso del 1962 il Gruppo ricevette da l'Armée de l’Air francese 11 velivoli F-86K, e nel 1963 tre velivoli dalla Koninklijke Luchtmacht olandese.
Nel 1966 il 22°Gr vinse il Trofeo per la Sicurezza del Volo. Negli anni di impiego del K furono perse almeno 6 macchine con tre piloti deceduti, Il Ten. Loris Barbieri, il Cap. Michele Cannella, ed il Cap. Gianfranco D’Antonio. In questi anni, con l’F-86K il 22°Gr ha partecipato ad esercitazioni periodiche in Sardegna, turni di allarme sia ad Istrana che in Sicilia come pure Squadron Exchange con reparti stranieri.
Nel corso del 1968 il personale di volo e tecnico del 22º Gruppo iniziò a frequentare i corsi di preparazione per la conversione sul Lockheed F-104S Starfighter, del quale il 22º Gruppo, sarà il primo Gruppo ad esserne dotato il Italia. Il 9 giugno 1969 il Cap. Antonio Brocchetta ricevette in consegna il primo esemplare di F104S dalla ditta ed atterrò a Cameri con l’esemplare mm6703 poco dopo in mezzo alla soddisfazione generale dei piloti e del personale specialista rischierati in quel momento sulla base piemontese. Il 20 settembre 1969 i primi F-104S del 22º Gruppo arrivarono ad Istrana.
Il 20 ottobre 1971 durante l’esecuzione di acrobazie al largo di Caorle, due F104 S impattano la superficie del mare, per i due piloti a bordo, il Magg. Poma ed il Cap. Brocchetta non c’è scampo
Il 23 dicembre 1973 viene adottato ufficialmente al posto del “Pluto”, tipico del periodo dell’F86K, lo Spauracchio simbolo del 22° durante la Campagna di Russia ideato dall’allora S.Ten. Giuseppe Biron.
Il 13 maggio 1974 durante l’avvicinamento alla pista di Istrana, per un guasto al motore, il pilota si vede costretto a lanciarsi fuori dall’aereo nella campagna di Porcellengo di Paese TV, abbandonando così l’aereo al suo destino. Purtroppo una settimana dopo, il 20 maggio, durante un atterraggio notturno in formazione, F-104S pilotato dal ten Ciocca si capovolge impattando il terreno. Malgrado ciò questo, e per gli anni a venire sarà l’ultimo incidente mortale del 22° con l’F104.
Il 27 giugno 1980 suo malgrado il 22º Gruppo si trova a poca distanza da quella che sarà una delle tante tragedie italiane: La strage di Ustica. In quei giorni il Gruppo si trova rischierato a Trapani per il consueto ciclo di “decolli su allarme” per la Difesa dello spazio aereo nazionale ma la sera del 27 il Gruppo cessa le sue operazioni alle 20:06 locali in quanto l’aeroporto di Trapani non era abilitato all’attività di volo notturna.
Il Gruppo, nell’ambito del programma della Difesa “Caserme Aperte”, nel novembre del 1981 partecipa ad uno degli avvenimenti più memorabili della Forza Armata: la Sfida tra le auto di Formula 1 e gli F104, tra i piloti presenti anche Gilles Villeneuve. La giornata purtroppo fu disturbata dalle condizioni meteo avverse, infatti sulla zona imperversava la tipica foschia padana ed i velivoli predisposti per la gara partivano con il pieno di carburante così che nel caso l’aeroporto di Istrana avesse dovuto chiudere per l’alzarsi della nebbia, gli aerei in volo avrebbero potuto agevolmente andare all’aeroporto alternato.
In un periodo che va dal novembre 1981 ai primi mesi del 1982, si cambia nuovamente stemma al 22°: questa volta lo stemma riproduce fedelmente lo stemma dello Spauracchio durante la campagna di Russia, cioè senza il contorno rosso.
Nell’anno 1984, nel corso di uno dei consueti rischieramenti in Sardegna, il 22º Gruppo divenne il primo Gruppo di volo in Italia ad usare il sistema ACMI con gli appositi pod forniti dalla ditta americana Flight Instruments
Nel corso dell’anno 1989 il Gruppo venne dotato del nuovo F-104ASA
Il 25 febbraio 1999, il 22ºGruppo viene posto in posizione quadro, gli aerei ed il personale verranno ridistribuiti in altre basi.

## Curiosità
Lo spaventapasseri stemma del gruppo compare nel personaggio di "Testa di Rapa", nel film d'animazione Il castello errante di Howl di Hayao Miyazaki.